# Национальный день памяти и действий против насилия в отношении женщин
День памяти и противодействия насилию над женщинами (фр. Journée Nationale de Commémoration et d'Action Contre la Violence à l'Égard des Femmes, в другом варианте перевода День памяти и противодействия насилию над женщинами), также неофициально известен как День белой ленты (Jour du Ruban Blanc), — годовщина массового убийства в Политехнической школе 1989 года, когда вооружённый студент Марк Лепин убил четырнадцать женщин и ранил ещё десять в целях «борьбы с феминизмом». 
День памяти был установлен Парламентом Канады в 1991 году и отмечается ежегодно 6 декабря. Законопроект об этом был внесён в Палату общин от имени Доун Блэк, представлявшей в парламенте регион Нью-Вестминстер-Бернаби, Британская Колумбия, и получил поддержку всех партий.
6 декабря наполовину спускаются канадские флаги на всех федеральных зданиях, в том числе на Башне мира на Парламентском холме в Оттаве, Онтарио. Канадцам в этот день рекомендуется соблюдать минуту молчания и носить белую или фиолетовую ленту в знак желания положить конец насилию над женщинами.
Жертвами резни 1989 года стали:
- Женевьева Бержерон (21 год)
- Элен Колган (23 года)
- Натали Крото (23 года)
- Барбара Дайно (22 года)
- Анн-Мари Эдвард (21 год)
- Мод Хавьерник (29 лет)
- Барбара Ключник (31 год)
- Мариз Лаганьер (25 лет)
- Мариз Леклер (23 года)
- Анн-Мари Лемей (22 года)
- Соня Пеллетье (23 года)
- Мишель Ришар (21 год)
- Анн Сен-Арно (23 года)
- Энни Теркотт (21 год)[3]

В ответ на это событие многие канадцы усердно работали над созданием мемориалов по всей стране, чтобы люди больше узнали о произошедшем инциденте. Это делалось для того, чтобы заставить общество осознать, как часто происходит насилие над женщинами и как ценны были жизни убитых женщин. Защитники феминизма и активисты, борющиеся за прекращение насилия над женщинами, выразили озабоченность по поводу использования резни исключительно для представления насилия над женщинами. Детали события могут затмить другое значение этого дня, который также направлен на изучение динамики власти между мужчинами и женщинами. 
В СМИ упоминалась вероятность того, что убийца имел психические расстройства. Это противоречит анализам, которые утверждают, что основная причина его преступления в антифеминистских убеждениях. Как подчеркнула Энн Терио из Flare, каждый акт насилия над женщинами происходит из-за того, что их не считают такими же человечными, как мужчин. Вот почему Национальный день памяти и действий против насилия в отношении женщин значит больше, чем просто годовщина одного массового убийства. Он был создан для изменения общественных устоев ради борьбы с насилием над женщинами со стороны мужчин, которое совершается во всем мире. По данным ООН, треть женщин в мире подвергались физическому и/или сексуальному насилию со стороны интимного партнёра. Этот день символизирует перемены и осознание динамики власти между мужчинами и женщинами.